# アイ・ドリーム・オブ・クリスマス
『アイ・ドリーム・オブ・クリスマス』（I Dream of Christmas）は、アメリカのシンガーソングライター、ノラ・ジョーンズの初めてのクリスマスアルバム。2021年10月15日にブルーノート・レコードからリリースされた。

## 批評家の反応
| Professional ratings    | Professional ratings |
| レビュー・スコア        | レビュー・スコア     |
| 出典                    | 評価                 |
| ----------------------- | -------------------- |
| All About Jazz          | [ 3 ]                |
| AllMusic                | [ 4 ]                |
| The Arts Desk           | [ 5 ]                |
| Knoxville News Sentinel | [ 6 ]                |
| PopMatters              | 8/10                 |
| The Times               | [ 7 ]                |

『アイ・ドリーム・オブ・クリスマス』は音楽評論家から概ね良好な評価を得た。AllMusicの編集者ティモシー・モンガーはこのアルバムについて「スタンダード曲のエレガントなアレンジの中に、「クリスマス・コーリング」や「イッツ・オンリー・クリスマス・ワンス・ア・イヤー」（クリスマスは年に一度だけ）といった巧みなジョーンズのオリジナル曲が隠れており、それぞれが 1 シーズン以上楽しめるように作られている。『アイ・ドリーム・オブ・クリスマス』は、遊び心があり、心地よく、自然に控えめで、季節の定番曲としての特徴をすべて備えている」記している。PopMattersの編集者ピーター・ピアトコウスキは『アイ・ドリーム・オブ・クリスマス』について「またしても不安なホリデーシーズンに、心を癒す薬のような作品だ。このアルバムはこれからのクリスマスシーズンを彩る素晴らしいサウンドトラックであり、誰もがクリスマスパーティーでプレイリストに加えるべき作品だ」と評した。
リズ・トムソンはThe Arts Deskの記事で『アイ・ドリーム・オブ・クリスマス』を「心地よくテンポの良い選曲で、あちこちで聞かれる「ホワイト・クリスマス」でさえ、十分耐えられる。アップテンポで、ブラシドラム、他のクリスマスの人気曲から引用したジョーンズのピアノ、そしてセクシーで切ない雰囲気を醸し出す彼女の息の詰まるようなボーカル」と呼んでいる。トムソンは「ジョーンズの巧みなところは、これらの曲の多くが陳腐でひどくやり過ぎだが、音楽的な決まり文句の下には本質的に優れた曲が隠されているということを私たちに思い出させることだ」と感じている。All About Jazzの編集者ジム・トレイザーはこのアルバムが「クリスマスの定番曲に素敵な独創的なアレンジを加えた作品に、季節感あふれる新しい曲を組み合わせた作品」と宣言した。
エンターテインメント・ウィークリーのステファニー・カロイは、「ジョーンズは内省的な冬の夜にぴったりのレコードを贈ってくれた。クリスマスの定番曲と自身のオリジナル曲を、壮大で優しい解釈で表現したジョーンズは、彼女の音楽に多く見られるノスタルジックな感情と、ある種のホリデーの輝きを融合させ、聴く者を泣かせるか喜ばせるかのどちらかになるアルバムに仕上げている」と評した。Knoxville News Sentinelの批評家チャック・キャンベルは、このアルバムについて「ジョーンズと彼女のバンドは、心地よく、そして少しシュールで、時に遊び心があり、時にメランコリックな、ホリデーの雰囲気を捉えており、予想以上に素晴らしい作品だ。『アイ・ドリーム・オブ・クリスマス』は、2002年のデビュー作『ノラ・ジョーンズ』以来、ジョーンズが得意とする洗練されたジャズ調の音色に満ちている」と評した。

## 収録曲
全曲レオン・ミッチェルズがプロデュース
| #         | タイトル                                                                                             | 作詞・作曲                                                               | 時間  |
| --------- | --- | ------------------------------------------------------------------------ | ----- |
| 1.        | 「クリスマス・コーリング」(Christmas Calling (Jolly Jones))                                          | ノラ・ジョーンズ                                                         | 3:20  |
| 2.        | 「クリスマス・ドント・ビー・レイト」(Christmas Don't Be Late)                                        | ロス・バグダサリアン                                                     | 2:40  |
| 3.        | 「クリスマス・グロウ」(Christmas Glow)                                                               | ジョーンズ                                                               | 2:45  |
| 4.        | 「ホワイト・クリスマス」(White Christmas)                                                            | アーヴィング・バーリン                                                   | 3:05  |
| 5.        | 「クリスマスタイム」(Christmastime)                                                                  | ジョーンズ レオン・ミッチェルズ                                          | 4:00  |
| 6.        | 「ブルー・クリスマス」(Blue Christmas)                                                               | ビリー・ヘイズ ジェイ・W・ジョンソン                                     | 3:24  |
| 7.        | 「イッツ・オンリー・クリスマス・ワンス・ア・イヤー」(It's Only Christmas Once a Year)                | ジョーンズ                                                               | 2:04  |
| 8.        | 「ユーアー・ノット・アローン」(You're Not Alone)                                                     | ジョーンズ レオン・ミッチェルズ                                          | 3:52  |
| 9.        | 「ウィンター・ワンダーランド」(Winter Wonderland)                                                    | リチャード・B・スミス （ 英語版 ） フェリックス・バーナード （ 英語版 ） | 3:32  |
| 10.       | 「ア・ホリデイ・ウィズ・ユー」(A Holiday with You)                                                   | ジョーンズ                                                               | 2:40  |
| 11.       | 「ラン・ルドルフ・ラン」(Run Rudolph Run)                                                            | ジョニー・マークス マーヴィン・ブロディー                                | 3:11  |
| 12.       | 「クリスマス・タイム・イズ・ヒア」(Christmas Time is Here)                                           | リー・メンデルソン （ 英語版 ） ヴィンス・ガラルディ （ 英語版 ）        | 3:45  |
| 13.       | 「ホワット・アー・ユー・ドゥーイング・ニュー・イヤーズ・イヴ？」(What Are You Doing New Year's Eve?) | フランク・レッサー                                                       | 4:03  |
| 合計時間: | 合計時間:                                                                                            | 合計時間:                                                                | 42:21 |

| #         | タイトル                                 | 作詞・作曲       | 時間  |
| --------- | ---------------------------------------- | ---------------- | ----- |
| 14.       | 「オー・ホーリー・ナイト」(O Holy Night) | アドルフ・アダン | 2:18  |
| 合計時間: | 合計時間:                                | 合計時間:        | 44:45 |

| #         | タイトル                                                                 | 作詞・作曲                                                                             | 時間  |
| --------- | ------------------------------------------------------------------------ | -------------------------------------------------------------------------------------- | ----- |
| 14.       | 「アイ・ドリーム・オブ・クリスマス」(I Dream of Christmas)               | ジョーンズ ミッチェルズ                                                                | 3:22  |
| 15.       | 「クリスマス・ワルツ」(The Christmas Waltz)                              | サミー・カーン ジューリー・スタイン                                                    | 3:17  |
| 16.       | 「ラスト・マンス・オブ・ザ・イヤー」(Last Month of the Year)             | ヴェラ・ホール （ 英語版 ） ルビー・ピケンズ・タート （ 英語版 ） アラン・ローマックス | 2:51  |
| 17.       | 「アイル・ビー・ホーム・フォー・クリスマス」(I'll Be Home for Christmas) | バック・ラム （ 英語版 ） キム・ガノン （ 英語版 ） ウォルター・ケント （ 英語版 ）    | 4:10  |
| 合計時間: | 合計時間:                                                                | 合計時間:                                                                              | 56:01 |

| #   | タイトル | 作詞・作曲                                                    | 時間 |
| --- | --- | ------------------------------------------------------------- | ---- |
| 14. | 「ラスト・マンス・オブ・ザ・イヤー」(Last Month of the Year)                                                                                 | ホール ピケンズ・タート ローマックス                          | 2:51 |
| 15. | 「アイル・ビー・ホーム・フォー・クリスマス」(I'll Be Home for Christmas)                                                                     | ラム ガノン ケント                                            | 4:10 |
| 16. | 「クリスマス・ワルツ」(The Christmas Waltz)                                                                                                  | カーン スタイン                                               | 3:17 |
| 17. | 「オー・ホーリー・ナイト」(O Holy Night) | アダン                                                        | 2:18 |
| 18. | 「アイ・ドリーム・オブ・クリスマス」(I Dream of Christmas)                                                                                   | ジョーンズ ミッチェルズ                                       | 3:22 |
| 19. | 「ハヴ・ユアセルフ・ア・メリー・リトル・クリスマス」(Have Yourself a Merry Little Christmas)                                                 | ラルフ・ブレーン （ 英語版 ） ヒュー・マーティン （ 英語版 ） | 4:16 |
| 20. | 「クリスマス・イン・マイ・ソウル / クリスマスタイム」(Christmas in My Soul / Christmastime エンパイア・ステート・ビルディングでのライブ録音) | ローラ・ニーロ ジョーンズ ミッチェル                          | 4:49 |
| 21. | 「ラン・ルドルフ・ラン」(Run Rudolph Run エンパイア・ステート・ビルディングでのライブ録音)                                                   | マークス ブロディー                                           | 3:16 |
| 22. | 「ブルー・クリスマス」(Blue Christmas エンパイア・ステート・ビルディングでのライブ録音)                                                      | ビリー・ヘインズ ジョンソン                                   | 3:46 |
| 23. | 「ユーアー・ナット・アローン」(You're Not Alone エンパイア・ステート・ビルディングでのライブ録音)                                            | ジョーンズ ミッチェルズ                                       | 3:38 |
| 24. | 「クリスマス・コーリング」(Christmas Calling (Jolly Jones) エンパイア・ステート・ビルディングでのライブ録音)                                 | ジョーンズ                                                    | 3:15 |

## チャート成績
| チャート（2021年）                | 最高 順位 |
| --------------------------------- | --------- |
| オーストラリア アルバム (ARIA)    | 16        |
| オーストリア (Ö3 Austria)         | 6         |
| ベルギー (Ultratop Flanders)      | 79        |
| ベルギー (Ultratop Wallonia)      | 38        |
| カナダ (Billboard)                | 72        |
| オランダ (MegaCharts)             | 41        |
| フランス (SNEP)                   | 141       |
| ドイツ (Offizielle Top 100)       | 35        |
| 日本 (オリコン)                   | 29        |
| ポルトガル (AFP)                  | 39        |
| スコットランド (OCC)              | 89        |
| スイス (Schweizer Hitparade)      | 20        |
| US Billboard 200                  | 100       |
| US Top Holiday Albums (Billboard) | 4         |
| US Top Jazz Albums (Billboard)    | 4         |

| チャート（2021年）                               | 順位 |
| ------------------------------------------------ | ---- |
| オーストラリア ジャズ＆ブルース・アルバム (ARIA) | 7    |
| オーストリア アルバム (Ö3 Austria)               | 61   |

## リリース履歴
| 地域 | 日付           | エディション | フォーマット                   | レーベル     | 備考   |
| ---- | -------------- | ------------ | ------------------------------ | ------------ | ------ |
| 各地 | 2021年10月15日 | スタンダード | CD ダウンロード ストリーミング | ブルーノート | [ 2 ]  |
| 各地 | 2022年10月21日 | デラックス   | CD ダウンロード ストリーミング | ブルーノート | [ 28 ] |